# Riesenscheibenbrassen
Der Riesenscheibenbrassen (Megalobrama amblycephala), chin. 团头鲂, 團頭魴, 武昌鱼 oder 團頭魴, engl.  Wuchang Bream, Blunt Snout Bream oder  Wu Chang Fish, ist ein vom Habitus dem europäischen Brachsen sehr ähnlicher Karpfenartiger aus China.

## Beschreibung
Die hochrückigen Riesenscheibenbrassen haben auf dem Rücken eine schwarzgraue Färbung und werden zur Bauchunterseite silbrig-weiß. Einige Exemplare haben vertikale schwarze Streifen auf den Flanken. Die Flossen sind grüngrau gefärbt.
Megalobrama amblycephala besitzt folgende Flossenformel: Dorsale 3/7, Anale 3/25–27.
Die Fische können eine Länge von bis zu 2 Metern  erreichen. Während das größte mit der Angel im Jahr 1997 gefangene Exemplar aus der Provinz Zhejiang nur 5,9 Kilogramm wog und eine Länge von etwa 70 Zentimetern aufwies, wurden im Jangtsekiang-Fluss Wuchang-Brassen bis etwa 70 Kilogramm von Berufsfischern erbeutet.

## Verbreitung und Lebensraum
Der Riesenscheibenbrassen kommt in einigen chinesischen Gewässern wie dem Jangtsekiang, dem Niushan-See (einer Bucht des Liangzi-Sees) und dem Yuli-See vor.
Der Fisch wurde auch in einige Regionen Japans und Taiwans eingeführt, darüber hinaus auf die Philippinen und den Kibbuz Gan Shmuel in Israel.
Riesenscheibenbrassen bevorzugen tiefe Pools in Flüssen, ruhige Gewässerabschnitte mit langsamer Strömung und vielen Wasserpflanzen. Sie finden sich in einer Reihe von Flachlandflüssen, Stauseen und Seen.

## Lebensweise
Der Riesenscheibenbrassen bevorzugt Gewässer der Gemäßigten Klimazone mit durchschnittlichen Wassertemperaturen von 10 bis 20 °C. Dabei lebt er meist in großen Tiefen von fünf bis 20 Metern. Der Fisch ist herbivor.

## Nutzung
Megalobrama amblycephala ist ein Speisefisch in China und wird in Aquakulturen und Teichwirtschaften gehalten, wo er überwiegend mit Sojamehl gefüttert wird. Chinesische Genetiker arbeiten derzeit an der züchterischen Verbesserung der Riesenscheibenbrassen.